# Staurostoma mertensi
Staurostoma mertensi är en nässeldjursart som först beskrevs av Brandt 1838.  Staurostoma mertensi ingår i släktet Staurostoma och familjen Laodiceidae. Inga underarter finns listade i Catalogue of Life.